# Ван Мэйинь
Ван Мэйи́нь (кит. упр. 王美银, пиньинь Wang Meiyin; род. 26 декабря 1988, Китай) — китайский профессиональный шоссейный велогонщик, выступающий за команду Bahrain Victorious.

## Достижения
2011
- 4-й на Туре Хайнаня — ГК

2012
- 2-й на Чемпионате Китая по шоссейному велоспорту в групповой гонке
- 3-й на Чемпионате Китая по шоссейному велоспорту в индивидуальной гонке с раздельным стартом

2013
- 5-й на Туре Лангкави — ГК
  - 1-й на этапе 3

2014
- 5-й на Туре озера Тайху — ГК
- 6-й на Туре Китая II — ГК
- 8-й на Туре Хайнаня — ГК

2015
- 3-й на Чемпионате Китая по шоссейному велоспорту в групповой гонке
- 6-й на Туре Китая I — ГК
  - 1-й на этапе 5

2016
- 1-й  на Туре Лангкави — ГрК

| ГК  | Генеральная классификация |
| ГрК | Горная классификация      |